# Sokolí hnízdo a bažantnice
Sokolí hnízdo a bažantnice je přírodní památka v okrese České Budějovice. Nachází se v Třeboňské pánvi severozápadně od města Nové Hrady na levém břehu řeky Stropnice. Chráněné území s rozlohou 47,47 ha, na katastrálních územích Nové Hrady, Štiptoň a Údolí u Nových Hradů, bylo vyhlášeno 2. ledna 2014. Důvodem jeho zřízení je ochrana stejnojmenné evropsky významné lokality s porosty listnatých dřevin a na ně vázané biotopy vzácných a významných živočichů. Vyskytuje se zde např. páchník hnědý (Osmoderma barnabita). Chráněné území je přístupné po modře značené turistické trase z Nových Hradů.